# Восточно-Сибирское краевое отделение ОГИЗ
«Восто́чно-Сиби́рское краево́е отделе́ние Объедине́ния госуда́рственных кни́жно-журна́льных изда́тельств» — советское государственное издательство в составе ОГИЗ. Основано в 1930 году в Иркутске. Ликвидировано в 1963 году.

## История
В июле 1930 года постановлением ВЦИК Сибирский край был разделен на Западно-Сибирский край и Восточно-Сибирский край. В связи с этим постановлением ЦК ВКП(б) было ликвидировано «Сибирское краевое издательство и книготорговля», а на его основе были основаны «Западно-Сибирское краевое отделение ОГИЗ» в Новосибирске и «Восточно-Сибирское краевое отделение ОГИЗ» в Иркутске.
В 1934 году было создано Иркутское отделение Союза писателей СССР, в которое вошли такие авторы издательства, как И. И. Молчанов-Сибирский, К. Ф. Седых, Г. М. Марков, Г. Ф. Кунгуров, Е. В. Жилкина, П. Г. Маляревский, А. А. Кузнецова. В том году вышло 12 книг и брошюр общим тиражом 100 тыс. экземпляров.
В 1937 году в связи с разделением Восточно-Сибирского края на несколько областей, в том числе Иркутскую область, издательство было переименовано в «Ирку́тское областно́е кни́жное изда́тельство ОГИЗ».
В 1942 году вышло 80 книг и брошюр общим тиражом 1161 тыс. экземпляров. В 1940-е — 1950-е годы в издательстве вышли книги Ю. Д. Левитанского, Л. Л. Огневского, М. Д. Сергеева, И. М. Дворецкого, В. В. Тычинина, Ф. Н. Таурина, Н. К. Чаусова, А. В. Зверева, В. Л. Киселёва, В. Н. Козловского, А. М. Шастина, Л. А. Кукуева, П. И. Реутского, А. В. Преловского.
В 1963 году было объединено вместе с «Читинским областным книжным издательством ОГИЗ» в «Восточно-Сибирское книжное издательство».

## Руководители
- 1930—1932 — заведующий Михаил Михайлович Басов
- 193?-193? — директор Александр Николаевич Губанов
- 19??-19?? — А. А. Веселков, А. А. Ровинский. К. В. Чуйко
- 19??-19?? — Лев Архипович Кукуев, Л. К. Чуркин